# Jevgenij Voronov
Jevgenij Sergejevitj Voronov (ryska: Евге́ний Серге́евич Во́ронов), född den 7 maj 1986 i Stavropol kraj, Ryssland, är en rysk basketspelare som tog OS-brons i herrbasket vid olympiska sommarspelen 2012 i London.